# Goera schmidi
Goera schmidi is een schietmot uit de familie Goeridae. De soort komt voor in het Oriëntaals gebied.